# Мания (мать ларов)
Ма́ния, мать ла́ров (лат. Mania, Mater Larum) — древнеримское божество, почитавшееся на празднике компиталий (Compitalia) совместно с божествами ла́рами и считавшееся их родоначальницей.
Во время компиталий на дверях домов и на перекрёстках вешали куклы (maniae) и шары (pilae), сделанные из шерсти, причём каждое семейство давало их столько, сколько было членов в семье. С этих пор слово maniae стало употребляться в смысле обрядовых чучел и почти отождествилось со словом larvae. Позже слово Mania стало употребляться в единственном числе, в значении матери ла́ров.